# Tincalconite
La tincalconite, parfois dénommée tinkalonite, est un minéral de la famille des borates, espèce ionique comprenant l'anion tétraborate aux liaisons covalentes et le cation sodium, de formule brute Na2B4O7•5H2O ou encore en faisant apparaître des structures covalentes Na2B4O5(OH)4•3H2O. 

## Aspect sur le terrain et gisements
Le plus souvent sous forme de poussière blanche et sèche, il se forme essentiellement par déshydratation du borax, un des borates les plus abondants. En effet, les cristaux ou la poudre de borax, efflorescents, sont sensibles à l'air sec. Souvent les grosses pièces exhibant de gros cristaux de borax sont revêtues d'une couche blanche et opaque, parfois poussiéreuse, de tincalconite. A contrario, il se forme sur la kernite en présence d'une légère humidité de l'air. La tincalconite peut être formée en masse compacte rocheuse, en agrégat massif, en croûte, en efflorescence, etc.
La tincalconite existe aussi en cristaux octaédriques, qui ne se fendillent pas, comme le borax, avec les variations thermiques. Placée en atmosphère humide, elle absorbe lentement l'eau, s'opacifie et renaît après transformation complète en borax.
Ce minéral a été décrit pour la première fois en minéralogie en 1878, à partir d'échantillons en masse récoltés sur le gisement de borax du lac Searles, dans le comté de San Bernardino en Californie. Il a été identifié à la poudre sèche qui opacifiait par tâche les beaux spécimens minéralisés de borax récolté. Il apparaît aussi lors de la préparation par cristallisation fractionnée du borax.
Le nom vient du nom américain du borax, dénommé tincal dans l'industrie extractive, et du principal suffixe konis, signifiant « poudre » en grec scientifique. La terminaison en -ite indique un minéral.
Ce minéral est souvent associé aux gisements de borax, parfois secondaires ou d'une manière générale des autres sources de borates. On le trouve ainsi en Californie et au Nevada, mais aussi en Argentine, en Turquie et en Ukraine, en Chine et en Mongolie. En Italie, il se retrouve au voisinage de roches ignées, au même titre que l'acide borique.
Il peut être en poudre incolore, de façon artificielle. La tincalconite dans l'industrie a un usage similaire au borax, de même que le borax anhydride.